# Helen Belyea
Helen Belyea, OC (* 11. Februar 1913 in Saint John, New Brunswick, Kanada; † 20. Mai 1986 in Calgary, Kanada) war eine kanadische Geologin. Sie ist vor allem für ihre Forschungen in Westkanada zum Devon-System, einer geologischen Periode des Paläozoikums, bekannt. Sie war die zweite Frau, die für den Geological Survey of Canada arbeitete, und die erste Geologin, die in diesem Bereich zusammen mit männlichen Kollegen arbeitete. 1958 erhielt sie als erste Frau die Barlow Memorial Medal des Canadian Institute of Mining, Metallurgy and Petroleum für eine ihrer Arbeiten.

## Leben und Werk

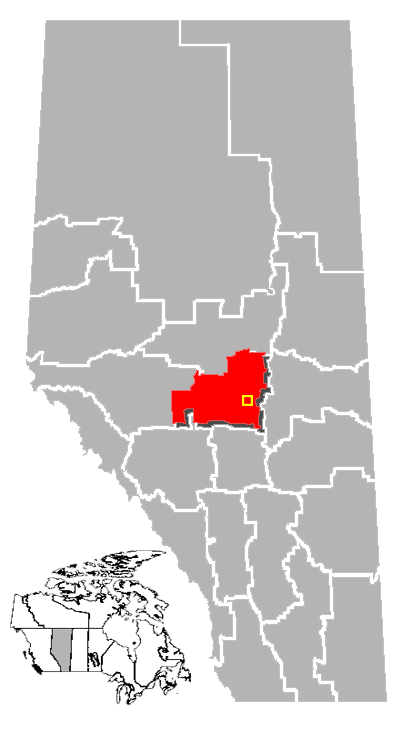
Standort von Leduc in Alberta, wo Belyea als eine der beiden Geologen den Ölfund überwachte

Belyea war die Tochter von Elizabeth McDonald und William Sancton Belyea, der von französisch hugenottischer Abstammung war. Sie erwarb sowohl ihren Bachelor- als auch ihren Masterabschluss in Geologie an der Dalhousie University in Nova Scotia, wo sie 1936 die einzige Frau in ihrem Jahrgang war. 1939 promovierte sie an der Northwestern University in Illinois mit der Dissertation: The Geology of the Musquash Area, New Brunswick.
Anschließend arbeitete sie als Lehrerin an privaten High Schools in Victoria und Toronto. Während des Zweiten Weltkriegs trat sie in den Women's Royal Canadian Naval Service ein und arbeitete im Hauptquartier des Naval Service, wo sie den Rang eines Leutnants erreichte. Kurz nach ihrer Entlassung aus dem Dienst im Mai 1945 trat sie als Technologin dem Geological Survey of Canada (GSC) in Ottawa bei. Der GSC wurde 1842 als nationale Agentur für geowissenschaftliche Informationen und Forschung gegründet. Belyea war nach Alice Wilson, die von 1909 bis 1946 für die Organisation tätig war, die zweite Frau, die für den GSC arbeitete.
Geologinnen des Geological Survey of Canada war bis 1970 die Feldarbeit untersagt. Obwohl die Erdölindustrie eine Männerdomäne war, wurde Belaya als Kollegin akzeptiert. Aufgrund der Entdeckung von Ölvorkommen in Leduc in  Alberta im Jahr 1947 wurde sie vom GSC dorthin entsandt, um ein Büro einzurichten.

## Forschung
Im Februar 1947 wurde in Leduc, etwa 30 km südlich von Edmonton, Öl entdeckt. Dieser Fund löste den Ölboom der Nachkriegszeit in Alberta aus. 1950 wurde Belyea vom Büro in Ottawa nach Alberta versetzt. Sie war eine von zwei Geologen, die die Ölfunde in Leduc überwachten. Damals war sie die einzige Geologin, die in diesem Bereich zusammen mit männlichen Kollegen arbeitete. In Leduc untersuchte Belyea Gesteinsfragmente, die durch Ölbohrungen an die Oberfläche gelangt waren. Anhand dieser Informationen kartierte sie die Geologie des Gebiets und half dabei, vorherzusagen, wo wahrscheinlich Öl zu finden war.
Das in Leduc entdeckte Öl stammte aus dem devonischen Riff. Dies veranlasste Belyea, das devonische System in Westkanada eingehender zu erforschen. Das Devon ist ein geologisches Zeitalter des Paläozoikums und ist bekannt für seinen Reichtum an primitiven Fischen, darunter auch solche, die als frühe Wirbeltiere Beine entwickelten, um an Land zu gehen. Das Devon-System, sowie die Untersuchung der Riffe halfen Belyea dabei, zu kartieren, wie Alberta vor 350 Millionen Jahren aussah.
Als Untergrundstratigrafin arbeitete Belyea daran, die Gesteine und ihre Beziehung zu angrenzenden Sedimentbecken zu erklären und das Wissen darüber zusammenzufassen. Sie ging 1975 offiziell in den Ruhestand, arbeitete jedoch weiterhin als emeritierte Forschungswissenschaftlerin am Institute of Sedimentary and Petroleum Geology (ISPG).
Belyea verfasste zahlreiche Arbeiten über das Devon-System Westkanadas. Ihre erste Arbeit erschien 1952. Ihre Arbeit über die Riffmuster der Ebenen erregte die Aufmerksamkeit der Industrie. Ende der 1950er Jahre kartierte der Geological Survey die südlichen Nordwest-Territorien.  Belyea trug mit ihrer präzisen Arbeit über die Region westlich des Hay River, südlich des Mackenzie, und ihrem umfassenden Wissen über die regionale Geologie dazu bei, eine Synthese der devonischen Gesteine der Region zu erstellen. Sie veröffentlichte Karten und detaillierte Texte für das gesamte Oberdevon. Nach 1971 veröffentlichte sie Arbeiten, die auf der Interpretation der großen Datenmengen basierten. Ihre Arbeit zur Entwicklung eines stratigraphischen (Gesteinsschicht-)Modells für Teile der südlichen Nordwest-Territorien wurde in einen Band der Geological History of Western Canada aufgenommen. Ihr Buch The Story of the Mountains in Banff National Park (1960) war das erste einer Reihe geologischer Broschüren, die für den Nationalpark erstellt wurden.
Sie war Mitglied der Calgary Philharmonic Orchestra League und stellvertretende Direktorin der Calgary Zoological Society.
Belyea starb 1986 im Alter von 73 Jahren in Calgary.

## Auszeichnungen und Ehrungen (Auswahl)
- 1958: Barlow-Gedenkmedaille, Kanadisches Institut für Bergbau, Metallurgie und Erdöl
- 1962: Mitglied der Royal Society of Canada
- 1976: Ehrendoktor der Naturwissenschaften, University of Windsor
- 1976: Ehrenmitglied der Canadian Society of Petroleum Geologists
- 1976: Officer of the Order of Canada[8]
- 1977: Ehrendoktor der Rechtswissenschaften, Dalhousie University

## Veröffentlichungen (Auswahl)
- Banff National Park: The Story of the Mountains. Queen's Printer, Ottawa, 1960.